# 马吉德·卡拉卡尼
阿卜杜尔·马吉德·卡拉卡尼 （波斯語：‎；1939年—1980年6月8日），也稱马吉德·阿迦（Majid Agha），阿富汗政治革命家、诗人。他是毛主义组织阿富汗人民解放组织的创始人和领导人。

## 生平
卡拉卡尼是20世纪60年代的毛派活动家，亦是永恒火焰运动成员。1939年，他出生在紹馬利平原的卡拉坎村。1945年，其父亲和祖父被穆罕默德·哈希姆·汗政权逮捕并处决。1978年，卡拉卡尼创立了阿富汗人民解放组织。他是反抗阿富汗人民民主党政权和苏联入侵的毛派领导人。1979年，他创立了阿富汗统一全国阵线。1980年2月27日，卡拉卡尼于三号起义期间在喀布尔附近被逮捕，并于1980年6月8日遭处决。

## 延伸阅读
- Journal of the University of Baluchistan, 1981: Abd al-Majid Kalakani as the Symbol of National Resistance.